# يوجين رودريغيز
يوجين رودريغيز (بالإنجليزية: Eugene Rodriguez)‏ هو سياسي أمريكي، ولد في 4 يونيو 1929. حزبياً، نشط في الحزب الديمقراطي. وقد انتخب عضو جمعية ولاية نيويورك.